# 키베호의 성모
키베호의 성모는 1980년대 르완다 남서부 지방에 있는 키베호에 거주한 몇몇 청소년들에게 발현했다고 전해지는 성모 마리아의 명칭이다. 성모 마리아는 시현자들에게 장차 르완다에 폭력과 증오가 난무할 것이라고 경고했는데, 이는 아마도 1994년에 발생한 르완다 집단살해를 예고한 것으로 보인다.
2001년 로마 가톨릭교회의 지역 교회는 면밀한 조사 끝에 세 소녀가 체험한 성모 발현만을 공식적으로 인준하였다.

## 같이 보기
- 성모 발현
- 르완다 집단살해